# Gereon Goldmann
Gereon Goldmann OFM (* 25. Oktober 1916 in Ziegenhain als Karl Heinrich Goldmann; † 26. Juli 2003 in Fulda) war ein deutscher Franziskanerpater, der in Japan und Indien tätig war. Er war im Zweiten Weltkrieg nach eigenen Angaben ohne sein Zutun Mitglied der Waffen-SS und wurde später als der Lumpensammler von Tokio bekannt.

## Leben

### Jugend und frühe Jahre
Karl Heinrich Goldmann wurde 1916 als eines von sieben Kindern des Fuldaer Tierarztes Karl Goldmann und dessen Frau Margarethe Goldmann, geb. Holling († 1924), in Ziegenhain geboren. Als Karl auf die Welt kam, diente sein Vater als Soldat im Ersten Weltkrieg an der Westfront. Nachdem seine Eltern 1919 wieder nach Fulda verzogen waren und der Veterinärrat in den späten 1920er-Jahren erneut geheiratet hatte (die jüngere Schwester seiner ersten Frau) – aus dieser Ehe gingen fünf Kinder hervor –, zog die Familie 1931 nach Köln, wo Karl Heinrich das Schiller-Gymnasium Köln besuchte. Dort wurde er Mitglied in der 1919 von Jesuiten gegründeten Jugendbewegung Bund Neudeutschland. Nach dem Abitur 1936 verpflichtete er sich für ein halbes Jahr beim Reichsarbeitsdienst in Rethem an der Aller. Am 10. Oktober 1936 trat er in den Franziskanerorden ein. Am 7. Dezember 1943 legte er sein Ordensgelübde ab und erhielt den Ordensnamen Gereon.

### Wehrmacht, Waffen-SS und Priesterweihe

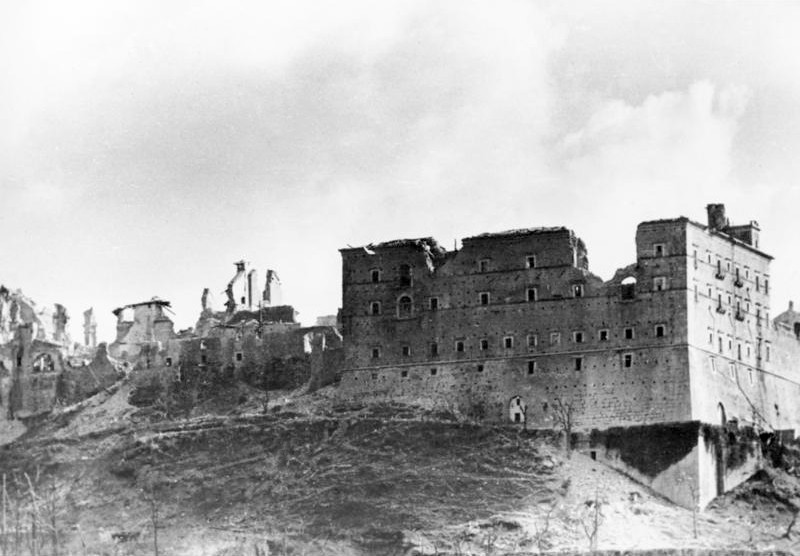
Kloster Monte Cassino Februar 1944

Am 28. August 1939, einen Tag nach Abschluss seines Philosophiestudiums, wurde Goldmann in die Wehrmacht eingezogen. Am 1. September 1939 begann der Zweite Weltkrieg, noch im selben Jahr kam er zur Waffen-SS. Dort war er an der polnischen Grenze im Barackenlager mit dem Namen Regenwurmlager stationiert. Während des Frankreichfeldzuges wurde er vor Les Islettes wegen der Bergung mehrerer Verwundeter vom Kommandeur der Einheit zum Obersturmmann befördert. Die Auszeichnung des Eisernen Kreuzes wurde ihm wegen seiner Zugehörigkeit zum Franziskanerorden nicht gewährt. Daraufhin wurde er Offizieranwärter und nahm erfolgreich an einem Offizierslehrgang der Waffen-SS teil. Vor seiner Ernennung zum Offizier hätte er seinen Austritt aus der katholischen Kirche erklären müssen, was er nicht tat. Daraufhin wurde er 1942 in die Wehrmacht zurückversetzt. Im September 1942 wurde Goldmann verhaftet und wegen Wehrkraftzersetzung vor ein Kriegsgericht in Kassel gestellt und zu Fronteinsatz in Russland verurteilt. Das nicht auf sofortige Hinrichtung lautende Urteil verdankte er einem Hauptmann, der evangelischer Pfarrer war. Während seiner Zeit bei der Waffen-SS kam es zu einer persönlichen Unterredung mit dem Reichsführer der SS Heinrich Himmler. Dieser versprach ihm bis zum Zeitpunkt des Endsieges die absolute Religionsfreiheit.
Nach einer erneuten Verhaftung blieb Goldmann bis Winter 1943 in Haft, wurde erst nach Frankreich strafversetzt, später dann bei der Landung in Sizilien als Mitglied der 29. Panzergrenadier-Division verwendet. Bei einem Heimaturlaub kam er in Kontakt zum Widerstandskämpfer Adam von Trott zu Solz, für den er später nach Frankreich und Italien Kurierdienste leistete. Ein solcher Kurierdienst führte ihn Januar 1944 nach Rom, wo er einem Verbindungsmann an der deutschen Botschaft eine Nachricht überbrachte. Als Dank wurde es Goldmann ermöglicht, eine Audienz bei Pius XII. zu erhalten. Dieser erteilte eine Sondervollmacht zur Priesterweihe.
Am 30. Januar kam Goldmann auf Monte Cassino in alliierte Gefangenschaft und wurde in Folge in Kriegsgefangenenlagern in Marokko und Algerien interniert. Am 24. Juni 1944 erhielt er die Priesterweihe in Notre Dame de Rivet, einer Kirche in der Nähe eines Kriegsgefangenenlagers in Algerien. Ab August 1944 war er als Lagergeistlicher in Ksar-es-Souk, Marokko tätig. Ende 1945 wurde Goldmann verhaftet und nach Meknès, Marokko gebracht. Dort wurde er aufgrund einer Verleumdung nazistischer Lagerinsassen von französischen Alliierten vor ein Kriegsgericht gestellt und zum Tod durch Erschießen verurteilt. Im Februar 1946 wurde er kurz vor der Exekution auf Fürbitte Pius XII. begnadigt. Die Strafe wurde in Lagerhaft umgewandelt. Vom 7. März 1947 an besuchte er für kurze Zeit das Stacheldrahtseminar von Chartres. Nach seiner Freilassung 1947 kehrte er nach Fulda zurück. Zwischen 1948 und 1949 wurde er erneut verhaftet und diesmal von amerikanischen Alliierten vor Gericht gestellt. Das Verfahren wurde aus Mangel an Beweisen eingestellt. Nach einem einjährigen Theologiestudium widmete sich Goldmann seelsorgerlichen Tätigkeiten. Sein Augenmerk galt hierbei vor allem der Jugendarbeit.

### Seelsorgerische Tätigkeit in Japan und Indien
Anfang 1954 reiste Goldmann nach Japan, um dort Leiter der Pfarrei St. Elisabeth in Tokioter Stadtbezirk Itabashi zu werden. Betroffen von dem in Itabashi herrschenden Elend fing er an, zwischen 1954 und 1961 als Lumpensammler seinen Lebensunterhalt zu verdienen und mit den Überschüssen die Armen zu unterstützen. Die von ihm gegründete „Lumpensammler-Studienstiftung“ ermöglichte in den folgenden Jahren an die hundert Menschen das Studium. Hierfür wurde er 1965 von Tennō Hirohito mit einem Orden geehrt. Darüber hinaus umfasste sein soziales Engagement bis 1975 den Bau von Kirchen, Heimen, Krankenhäusern, Sozialstationen und einen durch das Sammeln von Spendengeldern ermöglichten Aufbau eines Sozialdienstes für die Bettler und Verwahrlosten sowie die Vermittlung von zinslosen Darlehen an Bedürftige. Diese Darlehen ermöglichten den Bau von 50 Sozialwohnungen. Seine seelsorgerlichen Tätigkeiten umfassten Taufen, Vorträge und Predigten in ganz Japan. Ab 1965 dehnte er sein Engagement auf Indien aus. Bis 1994 setzte er sich dort für den Bau von Heimen, Kirchen, Klöstern und Krankenhäusern in der Missionsprovinz der Karmeliter in Kerala ein. 1975 gründete er das St.-Gregorius-Institut für Kirchenmusik und Liturgie in Tokio. Am 26. September 1979 wurde das Institut eingeweiht, und Goldmann wurde Institutsleiter. Infolgedessen gab er die Leitung seiner Pfarrei an einen Nachfolger ab.
1993 erhielt Goldmann in dem von ihm gegründeten Kinderheim St. Maria den Besuch des japanischen Kaiserpaares Akihito und Michiko als Anerkennung seines sozialen Engagements. Der Umfang der von ihm gesammelten Spendengelder wird auf 50 Mio. Mark geschätzt. 1994 kehrte er nach schwerer Krankheit, ausgelöst durch ein Herzleiden, auf den Tag genau nach 40 Jahren nach Fulda zurück. Dort lebte er bis zu seinem Tod 2003 im Franziskanerkloster der Stadt. Er starb am 26. Juli im Alter von 87 Jahren. Sein Grab befindet sich auf dem Klosterfriedhof.
Seine Autobiographie Tödliche Schatten – tröstendes Licht ist bislang auch schon auf Englisch, Französisch, Spanisch, Polnisch, Kroatisch und Slowakisch und weiteren elf Sprachen erschienen. Um seine schriftstellerischen Arbeiten kümmert sich auch ein nach ihm benannter Freundeskreis in Bergisch Gladbach.

## Auszeichnungen
- 1965: „Orden für Gute Taten“ (Japan)
- 1967: Verdienstkreuz 1. Klasse des Verdienstordens der Bundesrepublik Deutschland[6]

## Schriften
- Tödliche Schatten – tröstendes Licht. Ein Franziskaner in Uniform. Eos-Verlag, Sankt Ottilien, 15., überarbeitete Aufl. 2010, ISBN 978-3-8306-7138-1.
- Gereon Goldmann, Josef Seitz: SOS mit Echo. Erlebnisbericht über Hilfsaktionen im Süden Indiens. Seitz, Dillingen 1970.